# Liste des lauréats d'un prix Juno
 (signalé en juin 2025).
Si vous disposez d'ouvrages ou d'articles de référence ou si vous connaissez des sites web de qualité traitant du thème abordé ici, merci de compléter l'article en donnant les références utiles à sa vérifiabilité et en les liant à la section « Notes et références ».
- Archive Wikiwix
- Bing
- Cairn
- DuckDuckGo
- E. Universalis
- Gallica
- Google
- G. Books
- G. News
- G. Scholar
- Persée
- Qwant
- (zh) Baidu
- (ru) Yandex
- (wd) trouver des œuvres sur Wikidata

Liste des lauréats d'un prix Juno (par ordre alphabétique) 
- Haut – A
- B
- C
- D
- E
- F
- G
- H
- I
- J
- K
- L
- M
- N
- O
- P
- Q
- R
- S
- T
- U
- V
- W
- X
- Y
- Z

## A
- Bryan Adams
- Susan Aglukark
- Kiran Ahluwalia
- Alexisonfire
- Jerry Alfred
- Ambush (en)
- István Anhalt
- Louis Applebaum
- Arcade Fire
- Jann Arden
- Arkells

## B
- Bachman-Turner Overdrive
- Backstreet Boys
- Bahamas (en)
- John Bailey (en)
- Carroll Baker
- Michael Conway Baker
- Rob Baker
- Long John Baldry
- Jon Ballantyne
- Tommy Banks
- Barenaked Ladies
- Claudja Barry
- Isabel Bayrakdarian
- Bedouin Soundclash
- Sandra Beech
- Daniel Bélanger
- Bell Orchestre
- Steve Bell
- Belly
- Willie P. Bennett
- Ed Bickert
- Billy Talent
- Dave Bist
- BKS
- The Black Eyed Peas
- Jully Black
- Blackie and the Rodeo Kings
- Blondie
- Blue Rodeo
- Ray Bonneville
- Boot Records
- Bootsauce
- La Bottine souriante
- John Bottomley
- François Bourassa
- Liona Boyd
- David Bradstreet
- Paul Brandt
- Dan Brodbeck
- Dean Brody
- Broken Social Scene
- Garth Brooks
- The Bros. Landreth
- Matt Brouwer
- Divine Brown
- Gavin Brown
- Measha Brueggergosman
- Michael Bublé
- Buck 65
- Jane Bunnett
- John Burge
- Burnt Project 1
- William 'Billy' Butler
- Jim Byrnes

## C
- Carmen Campagne
- James Campbell
- Canadian Brass
- George Canyon
- Charlotte Cardin
- Carlton Showband
- CerAmony
- Chan Ka Nin
- Keshia Chanté
- Lyne Charlebois
- Stuart Chatwood
- La Chicane
- Jane Child
- Terri Clark
- David Clayton-Thomas
- Tom Cochrane
- Bruce Cockburn
- Leonard Cohen
- Michael Cohl
- Coldplay
- Holly Cole
- Stompin' Tom Connors
- Amanda Cook
- Jesse Cook
- Corb Lund
- Jim Corcoran
- Deborah Cox
- Crash Test Dummies
- Alex Cuba
- Jim Cuddy
- Burton Cummings
- Amelia Curran

## D
- Da Grassroots
- Dalbello
- Deadmau5
- Paul Dean
- Default
- Delerium
- Simone Denny
- Lenny DeRose
- Shawn Desman
- Alpha Yaya Diallo
- Charlotte Diamond
- Brian Dickinson
- Céline Dion
- Brandi Disterheft
- Dixie Chicks
- Doc Walker
- Brian Doerksen
- Mishi Donovan
- Downhere
- Drake
- Dream Warriors
- Dru
- The Duhks
- Hilario Durán
- Phil Dwyer

## E
- Eagle & Hawk
- Eddie Eastman
- Edward Bear
- James Ehnes
- Shirley Eikhard
- The Ennis Sisters
- Melissa Etheridge
- Kellylee Evans

## F
- Bruce Fairbairn
- Family Brown
- Farmer's Daughter
- Tim Feehan
- Feist
- Finger Eleven
- Gary Fjellgaard
- Sue Foley
- Norman Foote
- Malcolm Forsyth
- David Foster
- George Fox
- David Francey
- Mike Fraser
- Nelly Furtado

## G
- André Gagnon
- Patsy Gallant
- Oliver Gannon
- Amos Garrett
- James Gelfand
- Ghetto Concept
- Leela Gilday
- Glass Tiger
- Gogh Van Go
- The Good Brothers
- Denis Gougeon
- Glenn Gould
- Gary Gray
- Walt Grealis
- Joey Gregorash
- Grimes
- Jack Grunsky
- Gryphon Trio
- The Guess Who

## H
- Marc-André Hamelin
- Hagood Hardy
- Sarah Harmer
- Ofra Harnoy
- Christos Hatzis
- Ronnie Hawkins
- Jeff Healey
- Heart
- Bill Henderson
- Ben Heppner
- Angela Hewitt
- Dan Hill
- Hometown Band
- Honey, Wheat and Laughter
- Honeymoon Suite
- Charlie Hope
- Whitney Houston
- Craig Hunter
- Tommy Hunter
- Paul Hyde

## I
- In Essence
- The Irish Descendants
- Elisapie Isaac

## J
- Terry Jacks
- D. D. Jackson
- Jacksoul
- Colin James
- Johnny Favourite Swing Orchestra
- Carolyn Dawn Johnson
- Martha Johnson (en)
- Oliver Jones
- Keven Jordan
- Marc Jordan
- Sass Jordan
- Judy & David
- July Talk
- Pierre Juneau

## K
- K-os
- Connie Kaldor
- Sherry Kean
- Greg Keelor
- Harrison Kennedy (en)
- Kiesza
- The Killjoys
- Andy Kim
- Kings of Leon
- Brett Kissel
- K'naan
- Kon Kan
- Diana Krall
- Chantal Kreviazuk
- Anton Kuerti

## L
- K.d. lang
- Daniel Lanois
- Avril Lavigne
- Wilfred Le Bouthillier
- Leahy
- Ranee Lee
- Dianne Leigh
- Leslie Spit Treeo
- Exco Levi
- Gordon Lightfoot
- Lighthouse
- Lights
- Colin Linden
- Andrea Lindsay
- Rich Little
- Lorne Lofsky
- Óscar López
- Myrna Lorrie
- Louis Lortie
- Alexina Louie
- Love and Sas
- Love Inc. (en)
- Loverboy
- Luba (en)

## M
- The McDades
- Andrew Paul MacDonald
- Kirk MacDonald
- Ashley MacIsaac
- Bob and Doug McKenzie
- Catherine MacLellan
- Gene MacLellan
- Brian MacLeod
- Natalie MacMaster
- Andrew MacNaughtan
- Rita MacNeil
- Fraser MacPherson
- Madonna
- Magic!
- Charlie Major
- Dan Mangan
- Manteca
- Pierre Marchand
- Vincent Marcone
- Marianas Trench
- Lawrence Martin (en)
- Matthew Good Band
- Bob McBride
- Rob McConnell
- Kate et Anna McGarrigle
- Sarah McLachlan
- Murray McLauchlan
- Holly McNarland
- Colin McPhee
- Sue Medley
- Mercey Brothers
- Messenjah
- Adam Messinger
- Metalwood
- Metalwood
- Metric
- Derek Miller
- Frank Mills
- Sophie Milman
- Ben Mink
- Joni Mitchell
- Kim Mitchell
- Ariane Moffatt
- Moist
- MonkeyJunk
- Monster Truck
- Monster Voodoo Machine
- Montreal Jubilation Gospel Choir
- Montreal Symphony Orchestra
- Oskar Morawetz
- Alanis Morissette
- Dean Motter
- Emilie Mover
- Mumford & Sons
- Robert Munsch
- Mike Murley
- Anne Murray
- Orchestre de chambre I Musici de Montréal
- Myles and Lenny
- Alannah Myles

## N
- Kaveh Nabatian
- Nathan
- Neufeld-Occhipinti Jazz Orchestra
- Billy Newton-Davis
- Nickelback

## O
- Kardinal Offishall
- Old Man Luedecke
- Karim Ouellet
- Our Lady Peace

## P
- The Paperboys
- The Parachute Club
- Kevin Parent
- Fred Penner
- P. J. Perry
- François Pérusse
- Colleen Peterson
- Oscar Peterson
- Pharis and Jason Romero
- The Philosopher Kings
- Adrianne Pieczonka
- Joel Plaskett
- Carole Pope
- Powder Blues Band
- Daniel Powter
- Prairie Oyster
- Prescott-Brown
- Prism
- Ronnie Prophet

## Q
- Quality Records
- Quanteisha
- Quantum Tangle
- Joel Quarrington

## R
- Raffi
- The Rankin Family
- Eric Ratz
- Johnny Reid
- Ginette Reno
- Mike Reno
- Kim Richardson
- Rihanna
- The Road Hammers
- Sam Roberts
- Robbie Robertson
- Bob Rock
- The Rolling Stones
- Renee Rosnes
- Royal Canadian Air Farce
- The Rugrats
- Rush
- Serena Ryder

## S
- Saga
- Doug Sahm
- Buffy Sainte-Marie
- R. Murray Schafer
- Eddie Schwartz
- Greg Sczebel
- Joe Sealy
- Seripop
- Ron Sexsmith
- Shadowy Men on a Shadowy Planet
- Shaggy
- Remy Shand
- Sharon, Lois and Bram
- Graham Shaw
- Liberty Silver
- Al Simmons
- Simple Plan
- Sky
- Skydiggers
- Slaight Communications
- Dallas Smith
- Dan Snaith
- Snow
- Snowbird
- Lenny Solomon
- Harry Somers
- Charles Spearin
- Spice Girls
- Quatuor à cordes du Saint-Laurent (en)
- The Stampeders
- Standard Broadcasting
- Randy Staub
- Donald Steven
- Suzanne Stevens
- Jayme Stone
- Streetheart
- Studio de musique ancienne de Montréal
- The Suburbs
- Sum 41
- Swollen Members
- Hugh Syme

## T
- Tafelmusik Baroque Orchestra
- Tanya Tagaq
- Chris Tarry
- Gene Taylor
- TBTBT
- The Weeknd
- Theory of a Deadman
- Marie-Élaine Thibert
- Dave Thomas
- Ian Thomas
- Don Thompson
- Tiga
- Toronto Symphony Orchestra
- Bramwell Tovey
- Devin Townsend
- The Tragically Hip
- Triumph
- Trooper
- True North Records
- Brad Turner
- Shania Twain
- Ian Tyson

## U
- U2
- Shari Ulrich
- Richard Underhill

## V
- Valdy
- Orchestre symphonique de Vancouver
- Gino Vannelli
- Joe Vannelli
- Cassandra Vasik
- Le Vent du Nord
- Les Violons du Roy
- Roch Voisine
- Florent Vollant

## W
- The Wailin' Jennys
- Waltons
- Kenny "Blues Boss" Wayne
- Jeth Weinrich
- Jenny Whiteley
- Widelife
- The Wilkinsons
- Wintersleep
- Michael Phillip Wojewoda
- Hawksley Workman
- Michelle Wright

## Y
- Neil Young

## Z
- Alfie Zappacosta
- Zubot and Dawson